# Comuna Skurup
Skurup (Skurups kommun) este o comună din comitatul Skåne län, Suedia, cu o populație de 15.025 locuitori (2013).

## Geografie

### Zone urbane
Lista celor mai mari zone urbane din comună (anul 2015) conform Biroului Central de Statistică al Suediei:
| Nr | Zona urbană | Pop.  |
| -- | ----------- | ----- |
| 1  | Skurup      | 8.040 |
| 2  | Rydsgård    | 1.383 |
| 3  | Skivarp     | 1.258 |
| 4  | Abbekås     | 757   |

## Demografie
| \| Evoluția demografică în comuna Skurup, 1970–2015 \| Evoluția demografică în comuna Skurup, 1970–2015 \| Evoluția demografică în comuna Skurup, 1970–2015 \| Evoluția demografică în comuna Skurup, 1970–2015 \| Evoluția demografică în comuna Skurup, 1970–2015 \| \| ----------------------------------------------------------------------------------------------------- \| ------------------------------------------------ \| ------------------------------------------------ \| ------------------------------------------------ \| ------------------------------------------------ \| \| An \| \| \| Locuitori \| \| \| 1970 \| 1970 \| \| 10439 \| 10439 \| \| 1975 \| 1975 \| \| 11789 \| 11789 \| \| 1980 \| 1980 \| \| 12583 \| 12583 \| \| 1985 \| 1985 \| \| 12668 \| 12668 \| \| 1990 \| 1990 \| \| 13418 \| 13418 \| \| 1995 \| 1995 \| \| 13680 \| 13680 \| \| 2000 \| 2000 \| \| 13714 \| 13714 \| \| 2005 \| 2005 \| \| 14415 \| 14415 \| \| 2010 \| 2010 \| \| 14981 \| 14981 \| \| 2015 \| 2015 \| \| 15149 \| 15149 \| \| Sursa: SCB - Statistika Centralbyrån, Folkmängd efter region, civilstånd, ålder och kön. År 1968–2016 \| \| \| \| \| |      |  |           |       |
| Evoluția demografică în comuna Skurup, 1970–2015 |      |  |           |       |
| An |      |  | Locuitori |       |
| 1970 | 1970 |  | 10439     | 10439 |
| 1975 | 1975 |  | 11789     | 11789 |
| 1980 | 1980 |  | 12583     | 12583 |
| 1985 | 1985 |  | 12668     | 12668 |
| 1990 | 1990 |  | 13418     | 13418 |
| 1995 | 1995 |  | 13680     | 13680 |
| 2000 | 2000 |  | 13714     | 13714 |
| 2005 | 2005 |  | 14415     | 14415 |
| 2010 | 2010 |  | 14981     | 14981 |
| 2015 | 2015 |  | 15149     | 15149 |
| Sursa: SCB - Statistika Centralbyrån, Folkmängd efter region, civilstånd, ålder och kön. År 1968–2016 |      |  |           |       |